# Moniliopsis foliicola
Moniliopsis foliicola é uma espécie de fungo pertencente à família Ceratobasidiaceae.